# Associação Académica da Amadora

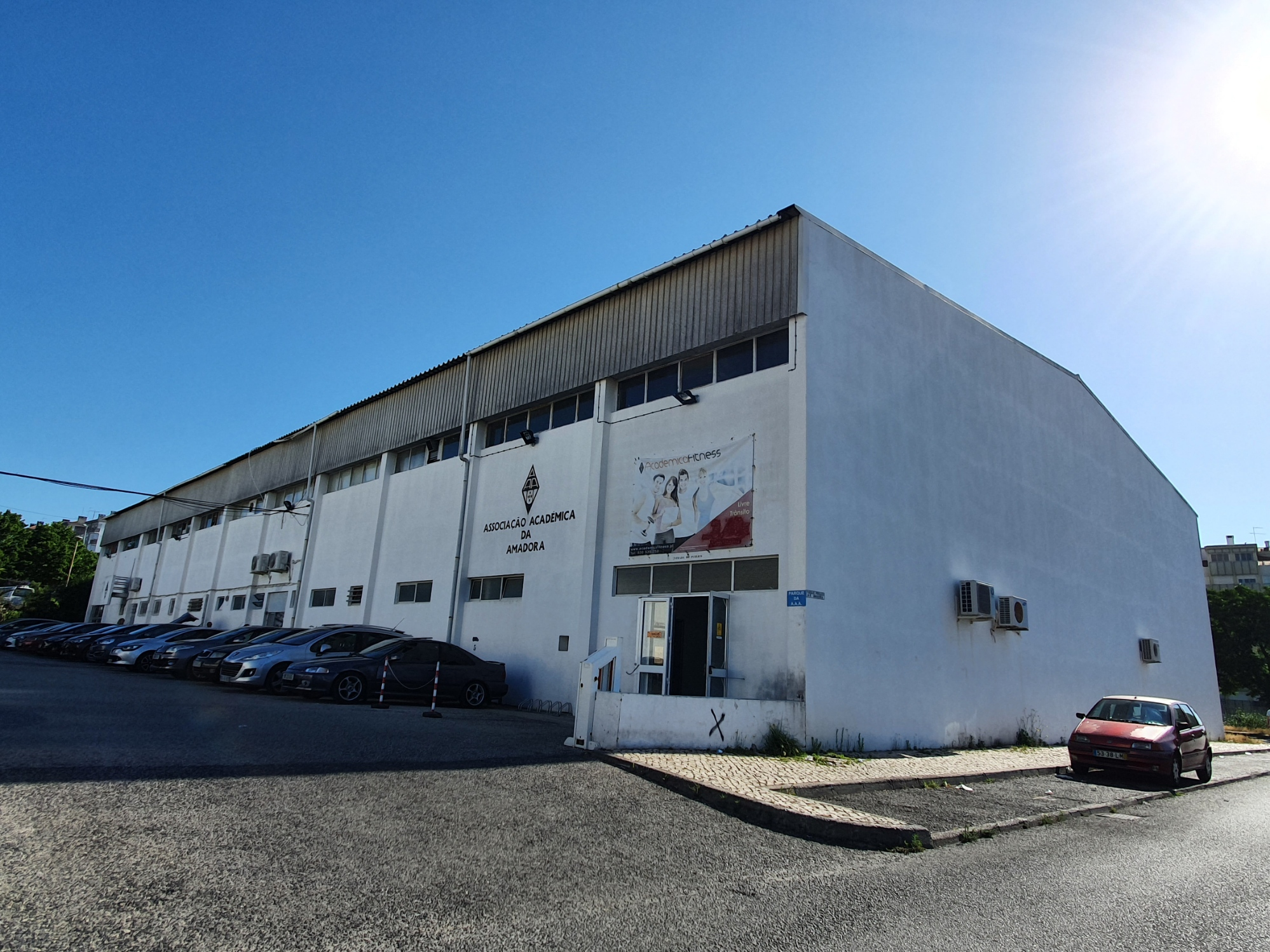
Pavilhão da Associação Académica da Amadora, na atual freguesia de Venteira, Amadora

A Associação Académica da Amadora é um clube polidesportivo português com sede no Município de Amadora. Foi fundada em 26 de janeiro de 1942, e, em 1981 foi aprovado o estatuto de Instituição de Utilidade Pública, tornando-se uma referência no contexto desportivo deste Município.

## História
Há cerca de setenta anos alguns estudantes da Amadora receberam dos seus colegas de Sintra um convite para a realização de um desafio de hóquei em patins. Sentindo a necessidade de dar um nome ao conjunto e merecendo o acordo de todos eles nasceu a designação de Associação Académica da Amadora. Fizeram parte dessa equipa, Couto Viana, Vítor Correia, José Manuel Carreira, João Santos Matos e José André da Silva. Desse desafio ficou a ideia de continuidade do grupo e, se possível, dele nascer um Clube de estudantes mantendo o nome de Associação Académica da Amadora. Assim, e no ano de 1940, organizaram um baile na sede do Grupo Columbófilo. A receita líquida desse baile foi aplicada na compra de impressos diversos para a fundação do Clube. Dada a falta de instalações aqueles jovens propuseram à Direcção do Grupo Columbófilo a integração como secção desportiva daquele. A solução encontrada permitiu que a Associação Académica da Amadora iniciasse a sua existência em 1940. 
A primeira equipa que a representou foi a de Basquetebol, modalidade em que conquistou o primeiro Troféu num jogo com o Sporting Club da Falagueira. Ao fim de 2 anos o belo sonho  passou a realidade e, oficialmente, foi fundada em 26 de Janeiro de 1942 a Associação Académica da Amadora.
A primeira reunião oficial da Direcção realizou-se em 5 de Fevereiro de 1942 e foi decidido criar as seguintes secções desportivas:- Atletismo, Basquetebol, Hóquei em Patins, Ténis de Mesa, Rugby e Voleibol. 
A Associação Académica da Amadora é reconhecida como pessoa colectiva de utilidade pública, conforme despacho publicado no Diário da República de 25 de Novembro de 1981.

## Condecorações
- 6 de novembro de 1942- Diploma de federada da Federação das Colectividades de Cultura e Recreio.
- 6 de janeiro de 1945-Diploma de Sócio Honorário dos Bombeiros Voluntários da Amadora.
- 15 de julho de 1959-Diploma do II Centenário da Câmara de Oeiras.
- 25 de novembro de 1963-Diploma de «Bons Serviços» da Federação Portuguesa de Ginástica.
- 1 de fevereiro de 1965-Medalha de Prata de «Bons Serviços» da Câmara Municipal de Oeiras
- 7 de janeiro de 1970-Medalha de «Bons Serviços Desportivos» do Governo.
- 26 de novembro de 1981-Nomeação de Instituição de Utilidade Pública, pela Presidência do Conselho de Ministros.
- 11 de setembro de 1986-Medalha de Prata de Mérito Municipal da Câmara Municipal da Amadora.
- 11 de setembro de 1992- Medalha de Ouro de Mérito Municipal da Câmara Municipal da Amadora.
- 10 de fevereiro de 2004 - Sócio de Mérito da Associação de Andebol de Lisboa.
- 6 de março de 2004 - Medalha de Mérito Associativo da Associação de Patinagem de Lisboa
- 24 de julho de 2004 - Medalha - 2º Grau "Mérito e Bons Serviços" da Federação Portuguesa de Ginástica
- 9 de abril de 2005 - Diploma de Sócio de Mérito da federação de Ginástica de Portugal